# Marià Fonts Fortuny
Marià Fonts Fortuny (Reus, 14 de novembre de 1822 - 21 de desembre de 1899) va ser un poeta i periodista català.
El seu pare, Marià Fonts Ciurana, era un hisendat de La Canonja aposentat a Reus, que va ser alcalde de la ciutat a l'inici del Trienni liberal, el 1820-1821. Progressista i amant de la cultura, als 15 anys ja pertanyia a la milícia i en 1838 es trobà en l'expedició del Morell i Vilallonga, a la Primera guerra carlina, on tants liberals reusencs hi van deixar la vida. En la seva joventut havia publicat alguns articles d'influència cabetiana en periòdics barcelonins. Funcionari municipal, ocupà el 1854 la secretaria de l'Ajuntament. Aquest càrrec el posà en contacte amb els dirigents de la burgesia local, i en va ser el portaveu de diverses iniciatives; era considerat com el seu ideòleg oficial. En esclatar la Revolució de Setembre, l'any 1868, van assaltar casa seva, ja que el consideraven lligat als polítics de l'última etapa d'Isabel II. Llavors deixà el càrrec i se n'anà de la ciutat. Visqué a Barcelona, on va ingressar el 1869 a l'Acadèmia de les Bones Lletres. Amb la Restauració se'l reposà al càrrec de secretari, el 1874. Tot i els seus lligams conservadors, i possiblement gràcies a la seva ideologia de joventut afí al socialisme utòpic, va formar part de la comissió en pro de l'Ictíneo de Monturiol, va defensar la il·luminació dels carrers de Reus i va ser un dels promotors de l'Associació Catalanista de Reus
Als vint anys havia estat redactor del periòdic teatral reusenc El Juglar. Dirigí El Mercado el 1847 i 1848), el Diario de Reus i l'Eco del Centro de Lectura el 1859. Va ser redactor de El Deseo del pueblo i de La Verdad. Col·laborà en Lo Gay Saber i en els Jocs Florals des del seu inici. Va ser un dels signants del manifest de fundació de l'Associació Catalanista de Reus. Segons Eduard Toda «gaudia d'alta estima, era una veritable institució popular, un senyor respectable, de pose tribunícia, amb ulleres d'or i parsimoniós parlar». L'erudit reusenc Joaquim Santasusagna, en el seu estudi sobre la literatura reusenca, diu que la fama de poeta de Marià Fonts era extraordinària a Reus, i que els seus poemes constaven a totes les festes locals i a totes les publicacions. A Los trobadors nous, antologia de poetes de la Renaixença, hi ha dues poesies seves, i als Jocs Florals de 1860 va guanyar la Viola d'or. Sembla que va ser Antoni de Bofarull el que el va empènyer a dedicar-se a la poesia. Va ser l'organitzador del primer certamen literari que es va celebrar a Reus a principis de 1868, quan una gran sequera va fer que s'organitzassin rogatives a la Verge de Misericòrdia demanant pluja. Quan es va aconseguir la pluja benefactora es van organitzar unes festes per a celebrar-ho. Un dels actes va ser la celebració d'un certamen organitzat per l'ajuntament però dirigit per Marià Fonts. L'escriptor i historiador reusenc Antoni Aulèstia diu que aquesta activitat va despertar un gran entusiasme per la llengua catalana i per la literatura. El jurat, presidit per Bernat Torroja i el formaven Josep Juncosa, Joan Grau Company, Josep Oliver i Marià Fonts. Van ser convidats d'honor Antoni de Bofarull, Víctor Balaguer i José Zorrilla, i es va celebrar al saló gran del Palau Miró. La Rosa d'or la va guanyar Pere d'Alcàntara Penya, poeta mallorquí, amb una poesia dedicada a la Mare de Déu de Misericòrdia escrita en català, i l'accèssit va ser per un poema en castellà «La Virgen de Misericordia» escrita per Pere Antoni Torres i Jordi. Un sector del públic va protestar, dient que el poema guanyador havia de ser el castellà, però el jurat s'hi va negar. Això va portar una llarga polèmica que va durar uns quants mesos entre el Diario de Reus que defensava el poema del mallorquí i el Diario de Tarragona, que deia que la poesia del tarragoní era millor. El dia després del veredicte del jurat, als Jardins de l'Euterpe es va oferir per part de Güell i Mercader un te íntim en honor de Balaguer i Zorrilla. No es va permetre cap acte públic, ja que s'estava gestant la revolució de setembre.
Santasusagna també diu que era més versaire que poeta, i que «quan escrivia en català es limitava a glossar temes místics i es dedicava a l'excelsa figura de Jesús». Va morir de sobte i el mateix dia encara havia treballat a l'Ajuntament. Un fill seu, Josep Fonts Planàs, va ser escriptor i periodista.